# Ljutka (vattendrag i Vitryssland)
Ljutka (ryska: Лютка) är ett vattendrag i Belarus.   Det ligger i voblasten Minsks voblast, i den norra delen av landet, 90 km nordost om huvudstaden Minsk.
I omgivningarna runt Ljutka växer i huvudsak blandskog. Runt Ljutka är det ganska tätbefolkat, med 70 invånare per kvadratkilometer.